# سلو (طبس)
سلو، روستایی از توابع بخش مرکزی شهرستان طبس در استان خراسان جنوبی ایران است.

## جمعیت
این روستا در دهستان پیرحاجات قرار دارد و براساس سرشماری مرکز آمار ایران در سال ۱۳۸۵، جمعیت آن زیر سه خانوار بوده‌است.